# Rêve pour une insomniaque
Pour plus de détails, voir Fiche technique et Distribution.
Rêve pour une insomniaque (Dream for an Insomniac) est un film américain réalisé par Tiffanie DeBartolo, sorti en 1996.

## Synopsis
Une jeune femme solitaire, Frankie, rencontre un homme qu'elle croit être l'homme idéal mais celui-ci qui est déjà en couple. Elle aide également Rob, le fils de son patron, Leo, a faire croire qu'il est hétérosexuel en se faisant passer pour sa petite amie.

## Fiche technique
- Titre : Rêve pour une insomniaque
- Titre original : Dream for an Insomniac
- Réalisation : Tiffanie DeBartolo
- Scénario : Tiffanie DeBartolo
- Musique : Michael Andreas
- Photographie : Guillermo Navarro
- Montage : Thomas Fries et Phyllis Housen
- Société de production : Dream for an Insomniac et Tritone Productions
- Pays :  États-Unis
- Genre : Comédie romantique, comédie dramatique
- Durée : 90 minutes
- Dates de sortie : 
  - États-Unis : 1996 (festival international du film de San Francisco), 19 juin 1998

## Distribution
- Ione Skye : Frankie
- Jennifer Aniston (VF : Dorothée Jemma) : Allison
- Mackenzie Astin (en) : David Shrader
- Michael Landes : Rob
- Seymour Cassel : oncle Leo
- Sean Blackman (VF : Vincent Ropion) : Juice
- Michael Sterk : B. J.
- Leslie Stevens : Molly Monday
- Robert Kelker-Kelly : Trent
- Louis Velez : Sammy Davis

## Accueil
Le film reçoit la note de 2,5/5 sur AllMovie.